# Torsten Busse
Torsten Busse (* 8. Dezember 1962) ist ein deutscher Rugbyspieler und -trainer.

## Werdegang
Durch seinen fast drei Jahre älteren Bruder Helmut Busse kam er zur BSG Stahl Brandenburg. Beide entwickelten sich bei Stahl Brandenburg zu Leistungsträgern und das Team mit ihnen zu einer Spitzenmannschaft in der Oberliga der DDR. So wurde Torsten Busse an der Seite seines Bruders auf der Position eines Props insgesamt 22 Mal in die Rugby-Union-Nationalmannschaft der DDR berufen. Größter Erfolg mit dem Verein war die Vizemeisterschaft in der DDR-Oberliga in der Saison 1987/88 hinter Stahl Hennigsdorf. Nach der politischen Wende spielten die Busses im in SG Stahl Brandenburg umbenannten Verein viele Jahre in der Regionalliga und in den Jahren 2000 bis 2002 und 2005 bis 2007 in der 2. Bundesliga Nord/Ost. Seit mehreren Jahren ist Torsten Busse Trainer Stahl Brandenburgs und Mitglied des von seinem Bruder trainierten Altherrenteams.